# Fjodor Krestjanin

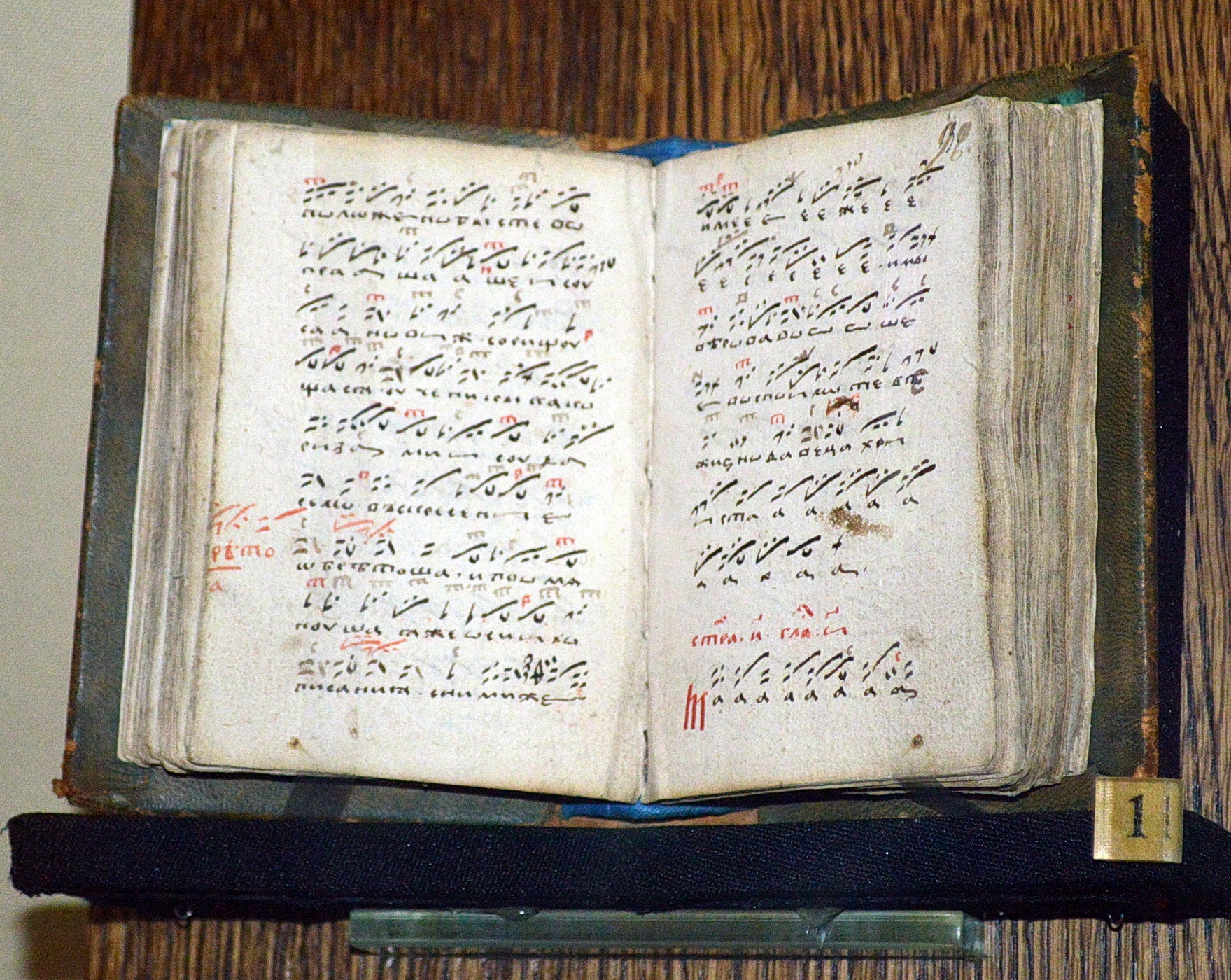
Chanten, Fjodor Krestjanin

Fjodor Krestjanin (russisch Фёдор Крестьянин; * um 1540 in Moskau; † um 1607 ebenda) war ein russischer Kirchensänger und Komponist.

## Leben

### Zeit bis Mai 1606
Über Krestjanins Leben ist wenig bekannt. Er war Priester und wurde in Weliki Nowgorod beim Gesangsmeister Savva Rogov, in altrussischem Kirchengesang ausgebildet.
Ab Anfang der 1570er Jahre, lebte er am Zarenhof Iwan IV., in Aleksandrova Sloboda. Nach dem Umzug des Hofes 1581 nach Moskau, blieb er im Dienste des Zaren.

### Krestjanin als Erzpriester und die Hochzeit des Falschen Dimitrij, Mai 1606
Im Mai 1606 wurde er Erzpriester, Protopope, der Verkündigungskathedrale im Kreml und hatte in dieser Funktion, die Gottesdienste in den Gemächern des Zaren zu halten und übte die mit der Stellung verbundene Funktion als Beichtvater des Falscher Dimitrij genannten Zaren aus. Er hatte eine wichtige Funktion bei dessen Hochzeit mit Marina Mniszech im Mai des Jahres. Am 7. Mai war er unter denjenigen, die den Zaren in die Mariä-Entschlafens-Kathedrale einlud und die Hochzeitskrone dahin brachten. Am Ende der Messe zelebrierte er die Hochzeitsriten. Als Erzpriester unterrichtete er auch die Chorsänger.des Zaren.

### Zeit ab Juni 1606
Am 1. Juni 1606 wurde Dimitrijs Nachfolger Wassili IV gekrönt und bei dessen Hochzeit am 14. Juni 1606 war Krestjanin nicht mehr als Erzpriester involviert. Er hatte auch nicht mehr das Amt des Beichtvaters des Zaren inne, unterrichtete aber weiterhin die Chorsänger. Dies ist noch am 4. August 1607 dokumentiert. Danach taucht sein Name nicht mehr in den Quellen auf.

## Werk
Von Fjodor Krestjanin sind zwölf einstimmige Stichiry (Lobgesänge) überliefert, die eine russische Ausprägung des byzantinischen Mensuralgesanges darstellen. Er steht damit am Anfang der Entwicklung einer eigenständigen russischen Kirchenmusik.